# زیرخاکی (مجموعه تلویزیونی)
زیرخاکی یک مجموعهٔ تلویزیونی طنز-تاریخی ایرانی به نویسندگی و کارگردانی جلیل سامان و تهیه‌کنندگی رضا نصیری‌نیا است که از ۱۳۹۹ تا ۱۴۰۳ در چهار فصل از شبکهٔ یک پخش می‌شد. داستان زیرخاکی در سال‌های دههٔ ۱۳۵۰ و ۱۳۶۰ می‌گذرد و زندگی یک عتیقه‌فروش را روایت می‌کند که سودای دستیابی به گنج دارد. پژمان جمشیدی و ژاله صامتی در نقش فریبرز باغ‌بیشه و همسر او، پری‌چهر، بازیگران اصلی مجموعه هستند.
فصل اول زیرخاکی از ۶ اردیبهشت ۱۳۹۹ روی آنتن شبکهٔ یک رفت و فصل دوم آن از ۷ خرداد ۱۴۰۰ پخش شد. فصل سوم زیرخاکی نیز در نوروز ۱۴۰۱ و فصل چهارم نیز در رمضان ۱۴۰۲ و نوروز ۱۴۰۳ پخش شد.

## خلاصه داستان
این مجموعهٔ تلویزیونی طنز-تاریخی که مربوط به دهه‌های ۱۳۵۰ و ۱۳۶۰ خورشیدی است، داستان مردی به نام فریبرز باغ‌بیشه معروف به فری زیرخاکی را به تصویر می‌کشد که به دنبال زیرخاکی می‌گردد. او در طی داستان درگیر مسائلی همچون؛ دستگیری به جرم پخش اعلامیه ضد شاه، کمک به برادرش در تعمیر موشک ارتش و… می‌شود. جالب است که در همهٔ این موارد او از ماجراهایی که پیرامون تحولات ایران رخ می‌دهد بی‌خبر و بی اطلاع و مشغول به کار خودش است.

## بازیگران
| بازیگر             | نقش                                  | فصل اول | فصل دوم | فصل سوم | فصل چهارم |
| ------------------ | ------------------------------------ | ------- | ------- | ------- | --------- |
| پژمان جمشیدی       | فریبرز باغ‌بیشه (فری زیرخاکی)         | Yes     | Yes     | Yes     | Yes       |
| ژاله صامتی         | پری‌چهر                               | Yes     | Yes     | Yes     | Yes       |
| رایان سرلک         | کاوه باغ‌بیشه                         | Yes     | Yes     | Yes     | Yes       |
| هادی حجازی‌فر       | فرهاد و کاظم باغ‌بیشه                 | Yes     | —       | —       | —         |
| هومن برق‌نورد       | سرهنگ صمد ناصری                      | —       | Yes     | Yes     | Yes       |
| محمدرضا فرزام      | شفیعی                                | Yes     | Yes     | Yes     | Yes       |
| منصور نصیری        | حمید امجدی                           | Yes     | —       | —       | Yes       |
| نادر فلاح          | اسکندر                               | Yes     | Yes     | Yes     | —         |
| بهادر باستان حق    | روشن سرتیم شکوفه(مسئول فری در زندان) | Yes     | Yes     | —       | —         |
| اصغر نقی‌زاده       | آقای مروت‌پور                         | Yes     | Yes     | Yes     | Yes       |
| امید روحانی        | غفور نظری                            | Yes     | —       | —       | —         |
| گوهر خیراندیش      | توران                                | Yes     | —       | —       | —         |
| حوریه مقدم         | دکتر                                 | Yes     | —       | —       | —         |
| ایرج سنجری         | بازپرس کامرانی                       | Yes     | Yes     | Yes     | —         |
| محمود صامت         | رئیس زندان ساواک                     | Yes     | —       | —       | —         |
| گیتی قاسمی         | کشور                                 | —       | Yes     | Yes     | Yes       |
| نسرین نصرتی        | حوریه                                | —       | Yes     | Yes     | —         |
| فروغ قجابگلی       | طلا (زن آبادانی)                     | —       | Yes     | —       | —         |
| فوژان قبادیان      | شکوفه خانم هم مسلک                   | Yes     | Yes     | —       | —         |
| مریم سرمدی         | اشرف (همسایه مروت‌پور)                | —       | Yes     | Yes     | Yes       |
| مهری آل‌آقا         | مهری‌السادات (همسایه مروت‌پور)         | —       | Yes     | Yes     | Yes       |
| ستاره پسیانی       | فرنگیس (دعانویس)                     | —       | Yes     | —       | —         |
| مجتبی واشیان       | احمدآقا (داماد مروت‌پور)              | —       | Yes     | Yes     | Yes       |
| خسرو احمدی         | عندلیبی                              | —       | Yes     | Yes     | Yes       |
| اکبر رحمتی         | عموحسن                               | Yes     | Yes     | Yes     | —         |
| رامین راستاد       | نادر (اسیر)                          | —       | —       | Yes     | —         |
| عبدالحمیم تقلبی    |                                      | —       | —       | Yes     | —         |
| محمدرضا عقدایی     | فرمانده ارشد بعثی                    | —       | —       | Yes     | Yes       |
| اصغر حیدری         | زندانی فک شکسته                      | Yes     | Yes     | —       | —         |
| رزاق رادان         |                                      | —       | —       | Yes     | Yes       |
| فاطمه نیشابوری     | ملیحه                                | Yes     | Yes     | Yes     | Yes       |
| افشین طایی         |                                      | —       | —       | —       | Yes       |
| پیام احمدی‌نیا      | افسر استخبارات عراق                  | —       | —       | Yes     | —         |
| ابراهیم طلعتی نژاد | داش اِبرام قاچاقبر و اسیر             | Yes     | Yes     | Yes     | —         |
| کبری گودرزی        |                                      | —       | —       | —       | Yes       |
| سیاوش چراغی‌پور     | سیاوش                                | —       | —       | —       | Yes       |
| محسن کاشی زاده     | چپی زندانی سیاسی                     | Yes     | —       | —       | —         |
| حسین عسکراوی       |                                      | —       | —       | —       | Yes       |

## نشانوارهٔ مجموعه
در طراحی نشان‌وارهٔ این مجموعه، برای همراهی با موضوع سریال که گنج است، از سکه ای قدیمی با رنگ طلایی مایل به نارنجی استفاده شده که همچون سکه‌های قدیمی دایره ای دقیق نیست. نام سریال که در میانه سکه درج شده‌است به خط کوفی نیست؛ بلکه همچون سکه‌هایی قدیمی از خطوط اسلامی-ایرانی برای آن استفاده شده‌است. برای دور سکه نیز از خط عبری استفاده شده و جمله «دزدهای اسرائیلی عتیقه‌جات» قید شده‌است که می‌تواند اشاره به فعالیت‌های یعقوب نیمرودی در ایران باشد. در فصل دوم سریال این جمله با خط عبری نوشته شد.

## فصل‌ها

### فصل اول
فصل اول مجموعه تلویزیونی «زیرخاکی» که به سفارش مرکز سیمافیلم ساخته می‌شود، در یکی از هتل‌های پایتخت کلید خورده وپژمان جمشیدی، ژاله صامتی، رایان سرلک مقابل دوربین رفته‌اند. سه بازیگری که در فصل اول مجموعه تلویزیونی ایفاگر اعضای خانواده سه نفره باغ بیشه (فریبرز، پریچهر، کاوه) بودند.
فصل اول «زیرخاکی» ماه رمضان سال ۹۹ روی آنتن شبکه یک رفت و طبق آمار رسمی سازمان صداوسیما توانست عنوان پربیننده‌ترین مجموعه تلویزیونی رمضانی را از آن خود کند.
«زیرخاکی» دومین همکاری سامان و نصیری‌نیا پس از مجموعه تلویزیونی «نفس» بود که حالا به تولید فصل دوم نیز رسیده و روایتگر بلندپروازی‌های مردی جاه‌طلب و سر به‌هوا به نام فریبرز (فری زیرخاکی) است که می‌خواهد با پیدا کردن گنج، یک شبه ره صدساله را برود. او که به همراه همسرش پریچهر و فرزند خردسالش کاوه در یکی از مناطق جنوب شهر تهران زندگی می‌کند، به‌واسطه برادرش که یکی از افسران انقلابی نیروی هوایی است درگیر ماجراهایی می‌شود که به موازات تلاشش برای یافتن گنج، او را ناخواسته وارد مبارزات انقلابی می‌کند.
این ماجراها پس از پیروزی انقلاب نیز ادامه پیدا می‌کند تا این که شرایطی رقم می‌خورد که او را ناگزیر به خروج از کشور می‌کند. این تصمیم او با آغاز جنگ تحمیلی همزمان می‌شود و فصل دوم در ادامه قصه فصل نخست و در سال ۱۳۵۹ رقم می‌خورد.

### فصل دوم
مجموعه تلویزیونی زیرخاکی ۲ ادامهٔ مجموعهٔ تلویزیونی زیرخاکی ۱ به کارگردانی و نویسندگی جلیل سامان است که از ۷ خرداد ۱۴۰۰ از شبکه یک سیما پخش شد.
در پایان فصل فریبرز اسیر عراقی‌ها می‌شود.

### فصل سوم
مجموعهٔ تلویزیونی زیرخاکی ۳ ادامه مجموعهٔ تلویزیونی زیرخاکی ۲ به کارگردانی و نویسندگی جلیل سامان است. فصل سوم این مجموعه در نوروز ۱۴۰۱ در ساعت ۲۲:۱۵ از شبکه یک و در ساعت ۲۴ از شبکه تماشا پخش شد.
در این فصل فریبرز باغ‌بیشه به اردوگاه اسرای جنگی در عراق رسیده و اشتباه گرفتن او با یکی از فرماندهان ارشد، سوژه کمدی به نمایش گذاشته شد.

### فصل چهارم
مجموعهٔ تلویزیونی زیرخاکی ۴ ادامهٔ مجموعهٔ تلویزیونی زیرخاکی ۳ به کارگردانی و نویسندگی جلیل سامان است. فصل چهارم این مجموعه از اول رمضان، ۲۲ اسفند ۱۴۰۲ و نوروز ۱۴۰۳ در ساعت ۲۲:۰۰ از شبکه یک پخش شد.
اکنون فریبرز قصد دارد به دنبال ستاره سینما شدن برود که راهی برای یافتن زیرخاکی‌ای که از پیدا کردن آن‌ ناامید مانده بود، پیدا می‌کند.

## جوایز

### بیست‌ویکمین دوره جشن حافظ
| قسمت                             | نامزد        | نتیجه    |
| -------------------------------- | ------------ | -------- |
| بهترین مجموعه تلویزیونی          | رضا نصیری‌نیا | نامزدشده |
| بهترین کارگردانی تلویزیونی       | جلیل سامان   | نامزدشده |
| بهترین بازیگر مرد کمدی تلویزیونی | پژمان جمشیدی | برنده    |
| بهترین بازیگر زن کمدی تلویزیونی  | ژاله صامتی   | برنده    |